# رون ماكنزي
رون ماكنزي (بالإنجليزية: Ron McKenzie)‏ هو لاعب كرة قدم أسترالية أسترالي، ولد في 29 نوفمبر 1930.

## وصلات خارجية
- رون ماكنزي على موقع AustralianFootball.com (الإنجليزية)
- رون ماكنزي على موقع AFLtables.com (الإنجليزية)